# Maniola caeca
Maniola caeca är en fjärilsart som beskrevs av Hans Rebel 1910. Maniola caeca ingår i släktet Maniola och familjen praktfjärilar. Inga underarter finns listade i Catalogue of Life.